# Физиш (Бихор)
Физиш (рум. Fiziș) насеље је у Румунији у округу Бихор у општини Финиш. Oпштина се налази на надморској висини од 195 m.

## Становништво
Према подацима из 2002. године у насељу је живело 235 становника, од којих су сви румунске националности.